# Короткевич Марія Петрівна
Марія Петрівна Коротке́вич (нар. 13 жовтня 1928, Магдалинівка — пом. 22 липня 2009, Київ) — українська скульпторка; членкиня Спілки радянських художників України з 1957 року.

## Біографія
Народилася 13 жовтня 1928 року в селі Магдалинівці (нині селище міського типу Дніпропетровської області, Україна). 1956 року закінчила Київський художній інститут, де її викладачами були, зокрема, Макс Гельман, Макар Вронський, Олексій Олійник.
Жила у місті Вишневому в будинку на вулиці Радянській/В'ячеслава Чорновола, № 42-а, квартира № 11. Померла у Києві 22 липня 2009 року.

## Творчість
Працювала в галузі станкової та монументальної скульптури. Серед робіт:
станкові композиції
- «9 січня» (1956—1957, дерево);
- «Нескорений (Тарам Шевченко)» (1961, гіпс; у співавторстві з Оленою Мельничук; Шевченківський національний заповідник);
- «Тарас Шевченко в юності» (1964, гіпс);
- «Тарас Шевченко на засланні» (1964, гіпс тонований);
- «Подвиг Олександра Матросова» (1964—1965);
- «Герой Соціалістичної Праці свинарка М. Красносельська» (1967);
- «Вірменка» (1967, штучний камінь);
- «Молоді» (1970, гальванопластика);
- «Чингіз Айтматов» (1984);

монументальна скульптура
- горельєф «Арсенальці на барикадах» на фасаді заводу «Арсенал»  у Києві (оргскло, бронза; 1957, у співавторстві з Миколою Ковтуном; встановлений у 1961 році; 50°26′36.8″ пн. ш. 30°32′40.58″ сх. д. / 50.443556° пн. ш. 30.5446056° сх. д.)[1];
- монумент Слави на честь односельців-воїнів, які полягли у Великій Вітчизняній війні 1941—1945 років у селі Мізяківських Хуторах Вінницької області (1967, у співавторстві з Миколою Ковтуном);
- меморіальна дошка Олександру Бойченку на фасаді будівлі вокзалу Київ-Московський у Києві (1973, бронза, барельєф)[2];
- меморіальна дошка Олександру Диннику на фасаді будинку на вулиці Михайла Коцюбинського, № 9 у Києві (1973, бронза, барельєф)[3];
- погруддя Миколи Кропив'янського на алеї героїв у Чернігові (1973; зруйноване 17 квітня 2015 року активістами однієї з ультраправих груп; нині зберігається на території Чернігівського обласного історичного музею);
- пам'ятник Слави/«Мати-Батьківщина» у селі Шевченковому Черкаської області (у  співавторстві Миколою Ковтуном);
- пам'ятник Марусі Богуславці у місті Богуславі Київської області (1980, кована мідь);
- пам'ятник Володимиру Леніну у місті Бахчисараї (1986).

Брала участь у республіканських та всесоюзних виставках з 1957 року.